# Tanymykter
Tanymykter — вимерлий рід верблюдових, ендемік Північної Америки. Він жив в епоху міоцену 20,4—16,0 млн років тому, проіснувавши приблизно 4 мільйони років. Скам'янілості були знайдені від Вайомінгу та Небраски до округу Санта-Барбара, Каліфорнія. 